# Schlacht bei Inverkeithing
Newburn – Marston Moor – Tippermuir – Aberdeen (1644) – Inverlochy (1645) – Lagganmore – Auldearn – Carlisle (1645) – Alford – Kilsyth – Philiphaugh – Aberdeen (1646) – Rhunahaorine Moss – Dunaverty – Mauchline Muir – Preston (1648) – Whiggamore Raid – Stirling (1648) – Inverness (1649) – Inverness (1650) – Carbisdale – Dunbar (1650) – Inverkeithing – Worcester – Tullich
Die Schlacht von Inverkeithing fand am 20. Juli 1651 bei Inverkeithing am Firth of Forth gegenüber von Edinburgh statt. Es war eine Schlacht der Kriege der drei Königreiche Die Kontrahenten waren die englische Parlamentsarmee unter John Lambert und eine schottische Covenanter-Armee unter Sir John Brown of Fordell, die im Auftrag von König Karl II. agierte. Lamberts Streitmacht war eine Expedition auf See, die in Fife landete, um die schottische Hauptposition in Stirling zu umgehen. Die Schlacht führte zu einem entscheidenden Sieg der Engländer, der den Kräften von Oliver Cromwell die Kontrolle über den Firth of Forth verlieh und die Verteidigungsposition der schottischen Hauptarmee unter David Leslie (1. Lord Newark) überflügelte.

## Hintergrund
Nach seinem Sieg in der Schlacht bei Dunbar (1650) besetzte Oliver Cromwell große Teile des südlichen Schottland. David Leslie, der die royalistischen Streitkräfte kommandierte und versuchte, sich von der Katastrophe in Dunbar zu erholen, schuf in der Mitte des Landes eine Reihe von Redouten und hinderte so effektiv die New Model Army daran, weitere Fortschritte im Feldzug zu machen. Cromwell konnte Leslie nicht zurückdrängen, der sich fest in Stirling verschanzt hatte, erkannte aber schnell, dass Fife am Nordufer des Firth of Forth nun der Schlüssel der gesamten Kampagne war: Sobald sie die Forth überquert hatten, hätten die Engländer nach Perth marschieren und die schottischen Nachschublinien von ihrem nördlichen Hinterland abschneiden können, das sowohl für Nachschub als auch für neue Rekruten unverzichtbar war.
Eine Invasion von Fife über das Meer war eine heikle Operation. Anfang 1651 hatte der Staatsrat, die Exekutivbehörde des Commonwealth of England, den Bau spezieller Boote mit flachem Boden angeordnet, die im April in Leith ankamen. Diese würden es zwar ermöglichen, Männer und Pferde in die Nähe des nördlichen Ufers zu befördern, aber es würde Zeit brauchen, bis die Armee in ausreichender Stärke gelandet war, um einen Gegenangriff abzuwehren: Leslie konnte leicht Kräfte von seinem Stützpunkt in Stirling abziehen, um die Eindringlinge zurück ins Meer zu werfen. Alternativ konnte er warten, bis genügend Engländer nach Fife gekommen waren, bevor er auf den geschwächten Rest in Edinburgh überfiel und dann nach Süden in Richtung England zog. Dies war ein erhebliches Risiko. Aber die einzige Alternative war ein weiterer Krieg im Winter, den weder der Generaloberst noch seine Männer mit großer Begeisterung hätten haben wollen.

## Die Überquerung des Forth
Der Firth sollte an seiner engsten Stelle zwischen North Queensferry und South Queensferry, die heute von Straßen- und Eisenbahnbrücken überspannt wird, überquert werden. Eine Landung hier bot einen weiteren Vorteil neben der Geschwindigkeit: North Queensferry liegt auf einer schmalen Halbinsel, die gute Aussichten bietet, einen defensiven Brückenkopf gegen einen feindlichen Angriff aufzubauen. Nachdem die örtliche Verteidigung durch eine Bombardierung der Forts in Inchgarvie, Burntisland und Ferryhill aufgeweicht worden war, führte Oberst Robert Overton in der Nacht vom 16. auf den 17. Juli einen Angriffstrupp hinüber, der auf der östlichen Seite der Ferry-Halbinsel in der Bucht von Inverkeithing landete. Am Morgen waren fast 2000 Soldaten am nördlichen Ufer des Forth, und Overton machte sich sofort daran, Verschanzungen zu bauen. Verstärkungen wurden zwei Tage später mit Generalmajor John Lambert  hinüber geschickt, wodurch die Streitkräfte der Armee am Morgen des 20. Juli auf rund 4500 Mann gebracht waren.
Kaum hatten die Schotten von der Landung gehört, wurden etwa 4000 Mann von der Hauptarmee abgezweigt, um der Bedrohung entgegenzuwirken: 1000 Kavalleristen unter dem Kommando von James Holborne of Menstrie, Highland Infanterie unter dem Kommando von Sir Hector Maclean, 2. Baronet, und einige Regimenter Infanterie und Kavallerie unter dem Kommando von Sir John Brown of Fordell. Die Abteilung war dem Gesamtkommando von Sir John Brown unterstellt. Browns Befehle waren einfach: zu verhindern, dass Lambert aus seinem Brückenkopf ausbrach.
Es ist möglich, dass Cromwell die Fife-Operation zunächst nur als Ablenkung sah, um die Position der Schotten in Stirling zu öffnen. Während die Landung stattfand, näherte er sich mit seinen restlichen Kräften dem Lager von Leslie. Als er sah, wie Leslie zur Unterstützung Browns aufmarschierte, ging er schnell über die Hügel, durch Bannockburn und weiter zum verlassenen Lager in Torwood. Ein wenig nördlich sah Cromwell, dass sein weiteres Vorrücken vom Feind blockiert wurde, der nun eine starke Position in einem Gebiet einnimmt, das als King’s Park bekannt ist. Cromwell konnte sich nicht durchsetzen und zog sich bei Einbruch der Dunkelheit zurück. Jetzt lag alles an Lambert.

## Die Schlacht
Die Ferry-Halbinsel ist vom Rest von Fife durch eine schmale Landenge getrennt, die etwa eine Viertelmeile breit ist. Vom tief gelegenen Land der Landenge und des umgebenden Ufers wird das Zentrum von den Ferry Hills beherrscht, die sich zweihundertundvierzig Fuß über dem Meeresspiegel erheben. Hinter der Halbinsel im Nordwesten steigt das Gelände wieder bis nach Castland Hill und zum benachbarten Meickle Hill an, zwischen denen die Straße im Landesinneren durch das enge Tal nach Dunfermline führt. Diese beiden Hügel beherrschen auch die Küstenstraße nach Rosyth  und die Straße, die in Richtung des Dorfes Inverkeithing führt. Sobald die Schotten diese Position besetzten, wäre es für die Engländer unmöglich geworden, vorwärts zu kommen. Die schottische Armee rückte am 20. zwischen diese Hügel vor; aber aus Gründen, die nicht ganz klar sind, zog Brown sich von den Höhen bis in die Nähe der Landenge zurück und blickte auf die englischen Verschanzungen der Ferry Hills.
Die Schotten erkannten die Gefahr, in die sie sich begeben hatten, und begannen sich zu bewegen, als würden sie sich leicht auf höheres Gelände zurückziehen. Lambert schickte sofort Oberst John Oakey und seine Dragoner nach vorne, um sie in ihrem Rücken anzugreifen. Mit dieser Bedrohung konfrontiert, hatte Brown keine andere Wahl, als auf den Whins, drei Hügel bei Castland und Meickle in Richtung Inverkeithing Bay, und quer durch das Tal in Richtung Rosyth Castle, eine Schlachtreihe zu bilden. Lambert traf seine eigenen Vorkehrungen. Das Gelände  zu seiner Linken war schwierig und steinig, daher konzentrierte er seine stärksten Kräfte auf die rechte: sein eigenes Kavallerieregiment, zwei Dragoner-Trupps und zwei weitere Pferdetrupps, die alle unter dem Kommando von Oberst Oakey standen. Die Infanterie wurde in die Mitte und auf die linke Seite gestellt, wo sie von den restlichen Dragonern und der Kavallerie unterstützt wurde. Robert Overton übernahm das Kommando über eine Reserve-Infanterie, die im Hintergrund stationiert war.
Lambert erwartete, jeden Moment angegriffen zu werden; aber anderthalb Stunden geschah nichts. Inzwischen hatte er die Nachricht erhalten, dass Cromwell sich auf Linlithgow zurückgezogen hatte und der Feind jederzeit Verstärkung erhalten konnte. Dies war der Moment des Handelns. Seine Armee bewegte sich vorwärts und hielt sich in Formation, als sie durch den Engpass des Isthmus drückte. Die schottischen Lanzen im Tal stießen auf die linke Infanterie zu und durchstoßen mühelos die dünnen Reihen. Als Lambert die Gefahr sah, reagierte er, indem er seine Infanteriereserve herumschwang, unterstützt von einem Kavallerietrupp, der in die Flanke der vorrückenden Schotten stieß, bevor sie die Front wechseln konnten. Gegen das Feuer der Musketiere und die lange Reichweite der englischen Pikeniere hatten die Lanzen keine Chance. Innerhalb einer Viertelstunde war der Kampf auf dieser Seite des Schlachtsfelds vorbei.
Lambert konnte sich nun darauf konzentrieren, den Hauptteil der schottischen Armee um die Whins anzugreifen. Gegen die grausame Disziplin der New Model Army hatten die grünen schottischen Rekruten wenig Chancen. Bald flüchtete ein großer Teil der Armee aus Schrecken, so dass Brown mit nur 200 Reitern und zwei Infanterie-Bataillonen dem Angriff des Gegners standhalten musste. Er wurde vollständig überwältigt. Lamberts Männer besetzten die Höhen, und die Schotten wurden zwischen Hillfield und Pitreavie auf das ebenen Gelände zurückgedrängt.
Lambert behauptete, 2000 Feinde getötet und 1400 gefangen genommen zu haben. Die Tradition des Clan MacLean gibt an, mit 800 Männern begonnen zu haben, von denen nur 35 überlebten. Sir James Balfour, ein leitender Offizier der Covenanter-Armee, schrieb jedoch in sein Tagebuch, dass insgesamt 800 Schotten getötet wurden, von denen nicht mehr als 100 aus dem Clan Maclean stammten. Lamberts eigene Verluste lagen unter 200.
Vier Tage später überquerte Cromwell selbst die Meerenge. Für ihn war der Sieg „eine unaussprechliche Gnade“.

## Nachwirkungen
Die Schlacht von Inverkeithing war zwar viel kleiner als Dunbar, aber sie war die entscheidende Begegnung in Cromwells schottischem Krieg. Sie endete in einer langen strategischen Sackgasse, die den Engländern die Kontrolle über die Ebenen von Fife und den Nordosten brachte. Leslie war vollständig ausmanövriert. Cromwell verlagerte den Schub seiner Offensive an das nördliche Ufer des Forth und ließ die Bewachung des Südens absichtlich fallen. Er rechnete damit, dass König Karl der Verlockung eines Marsches nach England nicht widerstehen könne; und einmal im Freien konnte der Feind vernichtet werden. Karl entschloss sich und begann bald einen Marsch, der ihn nach Süden nach Worcester führte und seine Armee in vernichtende  Schlacht von Worcester.